# Danny Boffin
Danny Boffin (ur. 10 lipca 1965 w Sint-Truiden) – belgijski piłkarz występujący na pozycji pomocnika.

## Kariera klubowa
Danny Boffin zawodową karierę rozpoczął w 1987 roku w zespole RFC Liège. Grał w nim przez 4 sezony, w trakcie których rozegrał 128 spotkań i strzelił 8 goli. Latem 1991 roku Boffin trafił do jednego z najbardziej utytułowanych klubów w kraju – Anderlechtu. W ekipie Fiołków od razu wywalczył sobie miejsce w podstawowym składzie i grał w nim przez 6 sezonów. Razem z Anderlechtem 3 razy sięgnął po mistrzostwo, 2 razy po superpuchar i 1 raz po puchar Belgii.
W 1997 roku Boffin przeniósł się do ligi francuskiej, gdzie podpisał kontrakt z FC Metz. W pierwszym sezonie występów w nowej drużynie Belg zdobył wicemistrzostwo kraju, jednak w kolejnych rozgrywkach Metz plasowało się w okolicach środkowej części tabeli. Po rozegraniu 109 meczów dla Les Grenats, na początku 2001 roku Boffin wrócił do Belgii i został zawodnikiem Sint-Truidense. Przez 3 lata gry w tym klubie wychowanek RFC de Liège był podstawowym zawodnikiem linii pomocy. Ostatnim klubem w karierze Belga był Standard Liège. Boffin grał tam w rundzie wiosennej sezonu 2003/2004, po czym zakończył piłkarską karierę.

## Kariera reprezentacyjna
W reprezentacji Belgii Boffin zadebiutował w 1989 roku. W 1994 roku wystąpił na mistrzostwach świata, na których Belgowie dotarli do 1/4 finału, w której zostali wyeliminowani przez Niemców. Boffin na mundialu wystąpił w 4 spotkaniach. Belgijski pomocnik znalazł się także w kadrze swojego kraju na kolejne mistrzostwa świata, na których Belgowie nie wyszli z grupy. Na mistrzostwach Boffin wystąpił w 2 meczach. W 17. minucie spotkania z Meksykiem doznał kontuzji, która wykluczyła go z gry do końca turnieju.
Ostatnią wielką imprezą w karierze Belga były Mistrzostwa Świata 2002. Na boiskach Korei Południowej i Japonii podopieczni Roberta Waseige zostali wyeliminowani w 1/8 finału przez późniejszych triumfatorów mundialu – Brazylijczyków. Boffin na azjatyckim turnieju pełnił rolę rezerwowego i nie rozegrał ani jednego spotkania. Łącznie dla drużyny narodowej zaliczył 53 występy.